# Aurons
Aurons je obec ve Francii v departementu Bouches-du-Rhône.

## Poloha
Obec leží v severní části departementu Bouches-du-Rhône, sedm kilometrů severovýchodně od Salon-de-Provence nedaleko řeky Durance. Nejbližší obce jsou Alleins na severu, Vernègues na východě, Lambesc na jihovýchodě, Pélissanne na jihu, Salon-de-Provence na západě a konečně Lamanon na severozápadě.

## Historie
V 10. století zde došlo k vystavění hradu, jenž z počátku patřil hrabatům z Provence. V roce 1167 přešel do vlastnictví biskupa v Arles. V 16. století byl hrad několikrát zničen v průběhu hugenotských válek, později došlo k jeho přestavbě. Ve třicátých letech byl pak proměněn ve studentskou ubytovnu. Po druhé světové válce byl opět z velké části zničen. Jeho ruiny koupil v roce 1956 farář z Aurons.

## Obecní znak
V děleném gotickém štítu je v červeném poli heraldicky vpravo položený kráčející zlatý býk. Ve druhém stříbrném poli je položeno šikmé zelené břevno.

## Pamětihodnosti
- zřícenina středověkého hradu
- centrum obce
- farní kostel
- zbytky věže zámku de Florans ze 17. století
- kaple svatého Martina

## Vývoj počtu obyvatel
| Rok            | 1962 | 1968 | 1975 | 1982 | 1990 | 1999 | 2008 |
| Počet obyvatel | 105  | 150  | 247  | 282  | 355  | 511  | 531  |